# Aguiar de Sousa
Aguiar de Sousa es una freguesia portuguesa del municipio de Paredes, con 22,32 km² de área y 1600 habitantes (2001). Densidad de población: 71,7 hab/km².

## Ubicación
Fue villa portuguesa y sede de un extenso municipio a comienzos de siglo XIX. Estaba constituido por 39 freguesias, dos de ellas son en la actualidad los municipios de Gondomar, Valongo, Lousada, Paredes y Paços de Ferreira. Tenía, en 1801, 21 643 habitantes y ocupaba una superficie de cerca de 260 km².

## Patrimonio arquitectónico
- Castillo de Aguiar de Sousa
- Ponte Romana de Aguiar de Sousa
- Capela da Senhora do Salto

## Fiestas y romerías
- São Sebastião (Último domingo de septiembre)
- Santa Marta (Último domingo de julio en el primer domingo de agosto)
- Senhora do Salto (primer domingo de mayo)
- Santa Isabel (primer domingo de julio)

## Asociaciones
- Associação Cultural Recreativa e Desportiva Santa Marta
- Associação Cultural e Recreativa de Santa Isabel
- Associação Desportiva e Cultural de Aguiar
- Associação para o Desenvolvimento da Freguesia de Aguiar de Sousa
- Centro Popular de Trabalhadores de Aguiar de Sousa
- Rancho Folclórico de Aguiar de Sousa
- Xisto - Associação Juvenil de Aguiar de Sousa

## Figuras destacadas
- João Gomes Ferreira (1851-1897) - Obispo
- Joaquim Alves Correia (1886-1950) - padre, periodista, escritor
- Manuel Alves Correia (1891-1948) - padre, periodista, escritor

- Datos: Q398270
- Multimedia: Aguiar de Sousa / Q398270